# Gong Maison
 (octobre 2012).
Si vous disposez d'ouvrages ou d'articles de référence ou si vous connaissez des sites web de qualité traitant du thème abordé ici, merci de compléter l'article en donnant les références utiles à sa vérifiabilité et en les liant à la section « Notes et références ».
Albums de Gong
Wild child
(1989) The Owl & the Tree
(1990)
Gong Maison est le seul album de Gong sorti sous le nom de Gongmaison en 1989.
Après toute une période où la "galaxie" Gong ne sort que des albums "annexes" (Pierre Moerlen's Gong, Mother Gong, New York Gong), la fin des années 1980 marque la "vraie" reformation du groupe. Daevid Allen et Didier Malherbe sont rassemblés pour la première fois depuis You en 1974 et le concert Gong Est Mort, Vive Gong de 1977.
On y retrouve d'ailleurs une reprise d'un titre de la période psychédélique (Flying teapot) dans deux versions marquées par un son années 1980 avec en particulier une partie boîte à rythme.
Le son de l'album est loin de celui de la trilogie Radio gnome avec un côté "world" apporté par le jeu des tablas et des essais "dance" années 1980.
Même si le groupe ne signe pas un album majeur, Gong Maison signe son retour avant des années 1990 et 2000 très actives.

## Liste des titres
| No | Titre                 | Durée |
| -- | --------------------- | ----- |
| 1. | Flying Teacup         |       |
| 2. | 1989                  |       |
| 3. | Titti-Caca            |       |
| 4. | Tablas Logorhythmique |       |
| 5. | Negotiate             |       |
| 6. | We Circle Around      |       |
| 7. | Flying T Dance Mix    |       |

## Musiciens
- Daevid Allen : guitare, chant
- Didier Malherbe : instruments à vent
- Harry Williamson : synthétiseurs, claviers, voix
- Shyamal Maitra : tablas
- Graham Clark : violon
- Wandana Bruce : voix, harmonium
- Conrad Henderson : basse
- Jenni Roger : voix, chœur
- Rob George : cymbales